# Église Saint-Pierre de Riscle
Pour les articles homonymes, voir Église Saint-Pierre.
L'église Saint-Pierre de Riscle est une église catholique située à Riscle, en France.

## Localisation
L'église est située dans le département français du Gers, sur la commune de Riscle.

## Historique
L'édifice est classé au titre des monuments historiques le 25 février 1974.
Église mentionnée dès le XIe siècle. Le gros-œuvre ne remonte vraisemblablement qu'au XIVe siècle. De 1478 à 1490, d'importants travaux de restauration furent effectués. Le monument a souffert des guerres de Religion, avec l'incendie des toitures et l'écroulement de voûtes. Celles-ci furent en partie refaites au XIXe siècle, dans le style des voûtes qui avaient résisté à la destruction du 16ème siècle. Chœur polygonal, le tympan du portail a été refait en terre cuite et représente Saint-Dominique recevant le rosaire.
L'église Saint-Pierre de Riscle, datant du XIIIe siècle et classée par les monuments historiques le 25 février 1974 se situe sur un plateau assez élevé dominant la ville actuelle. Nos ancêtres l'avaient sans doute construite à cet emplacement pour la protéger des crues fréquentes de l'Adour et pour se protéger des envahisseurs car à cette époque, les églises avaient deux rôles essentiels : 
- protéger les habitants de la ville ;
- être un lieu de culte et de rassemblement.

L'église primitive est de fondation très ancienne. On en trouve mention des le XIe siècle sur un registre du chapitre d'Auch. Cependant, au XIIIe siècle, la première construction est remplacée par celle que nous connaissons ; plus vaste et plus forte. Son clocher à base conique rappelle les églises primitives de style roman et sa façade ouest et l'ogive, le style gothique. Ceci nous permet d'affirmer que son style marque la transition entre l'art roman et l'art gothique.
Au Moyen Âge, elle était une véritable forteresse, avec d'épaisses murailles percées de meurtrières et pour seules ouvertures, les deux portes d'entrées, la porte extérieure et les fenêtres de la sacristie et du clocheton.
Au XVe siècle, en 1485, le clocher de l'église, appelé la « tore » fut remanié. En effet, cette tour abritant les cloches et par souci de sécurité pour l'édifice, le conseil du moment fit reboucher les ouvertures sur trois côtés avec des briques et du mortier.
Puis, au XVIe siècle, les Risclois percèrent des ouvertures dans les murs en se contentant d'y placer du verre blanc. En 1572, le chevalier protestant Montgomery entreprit de détruire l'église. Heureusement, les habitants, prévoyants, venaient de la renforcer et seule la toiture fut endommagée mais très vite réparée. Puis vint la Révolution. 
En 1793, les murs de l'édifice sont démolis. On peut d'ailleurs voir la trace des réparations sous le clocher. 
Enfin, au XIXe siècle, Riscle entre dans une période de grands travaux. Aussi, en 1850, l'intérieur de l'église est entièrement restauré, les vitraux actuels sont installés et depuis le siècle dernier, l'église Saint-Pierre de Riscle domine paisiblement la ville.

## Description

### Galerie de photographies

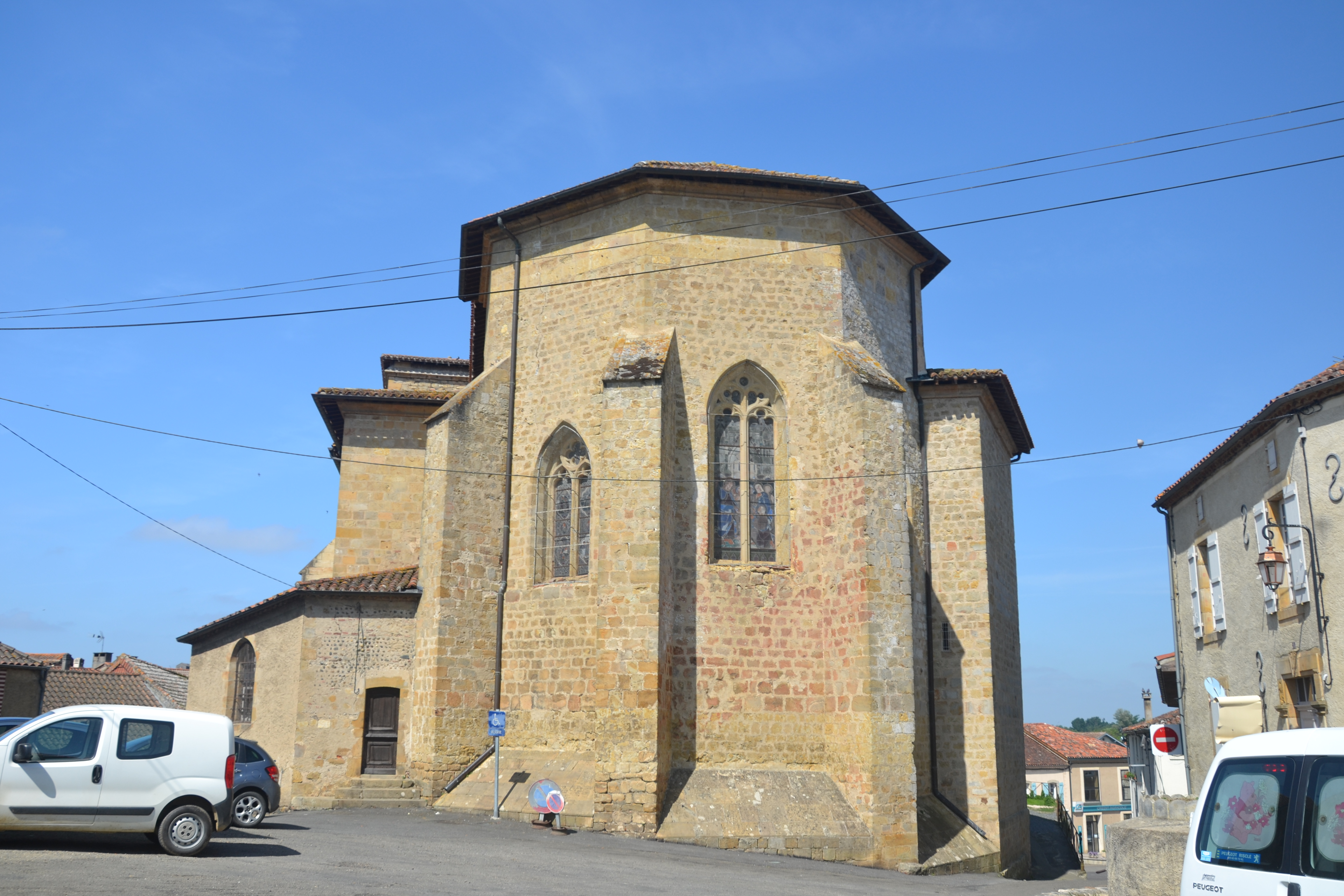
Le chevet.
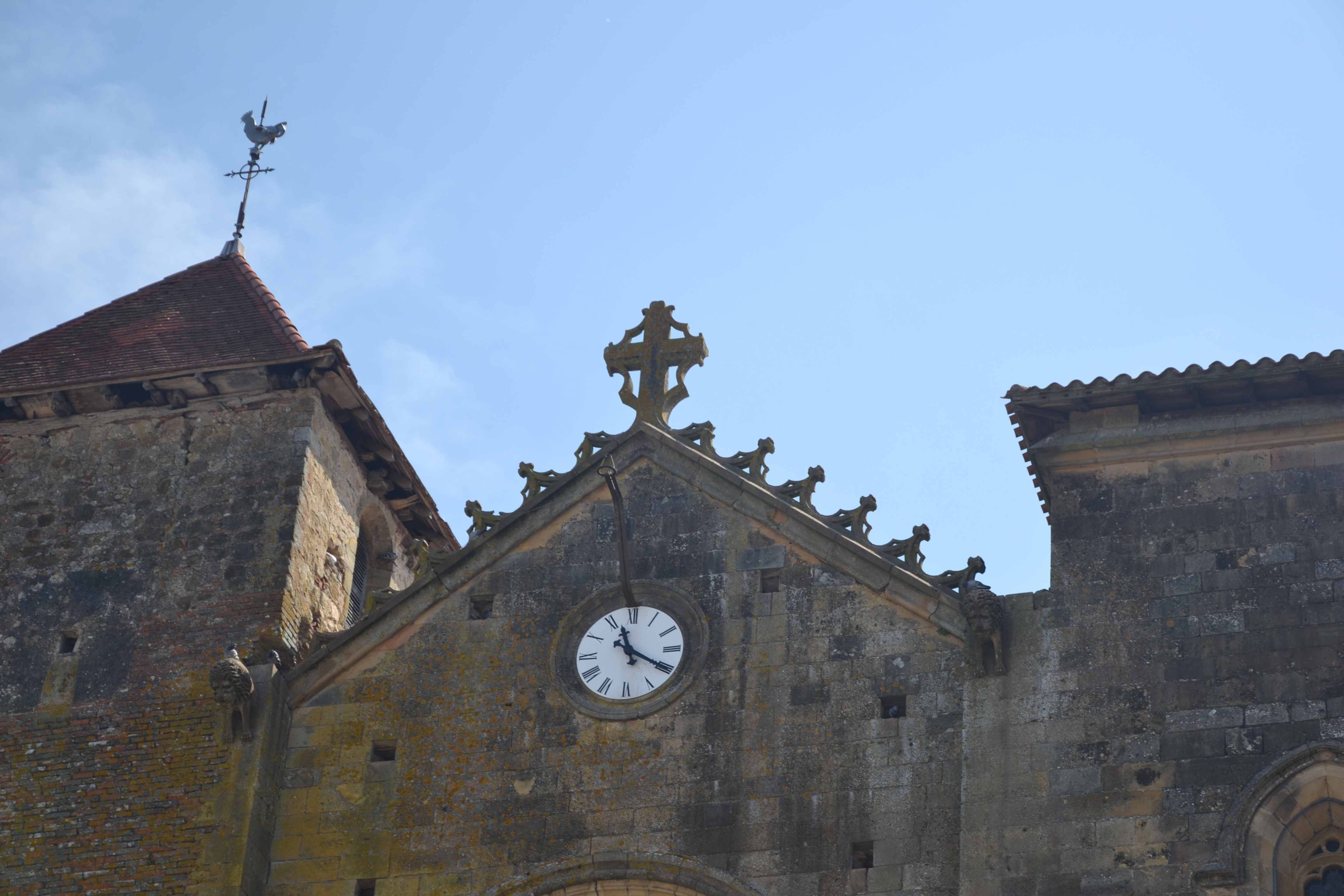
Partie supérieure de l'église.
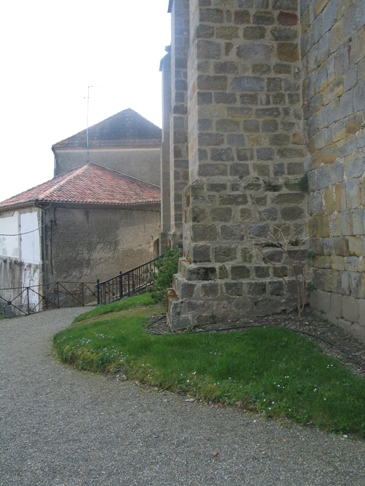
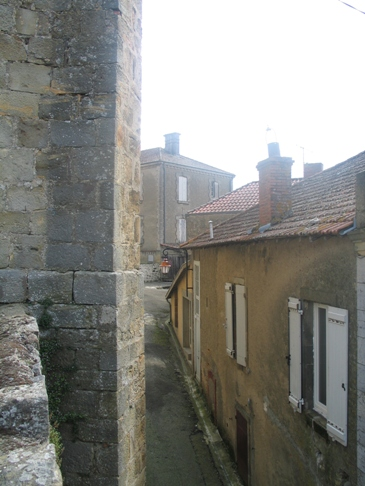
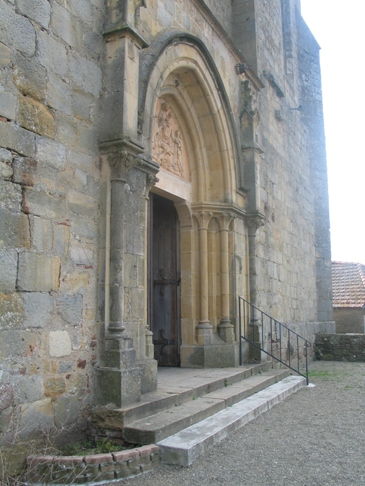
Le portail.
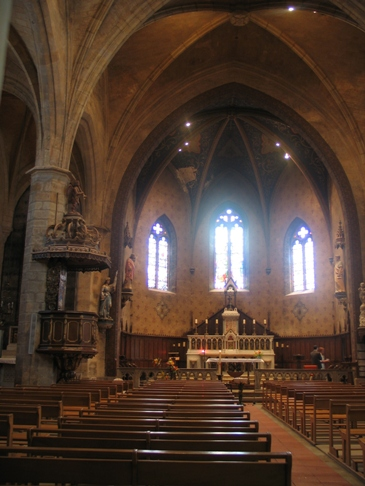
La nef et le chœur.
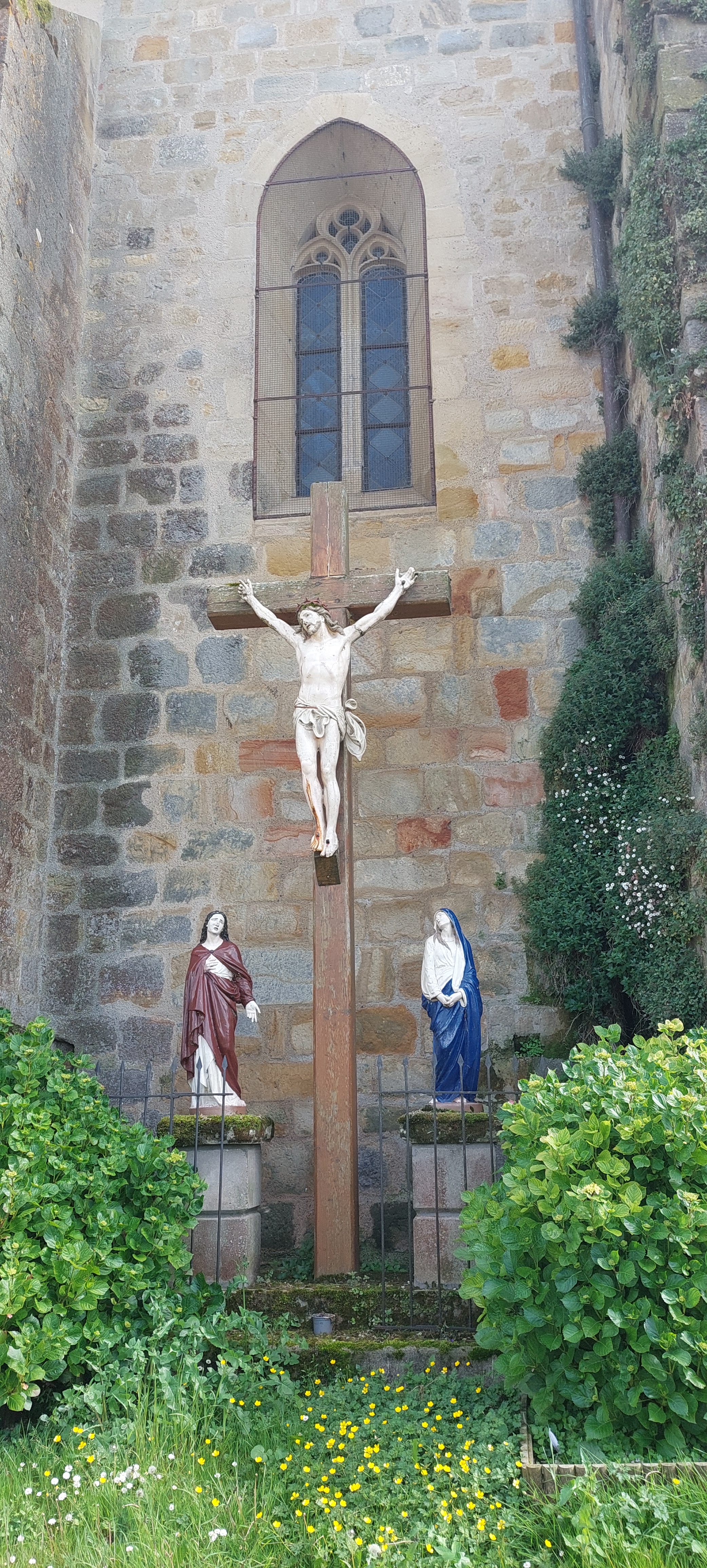
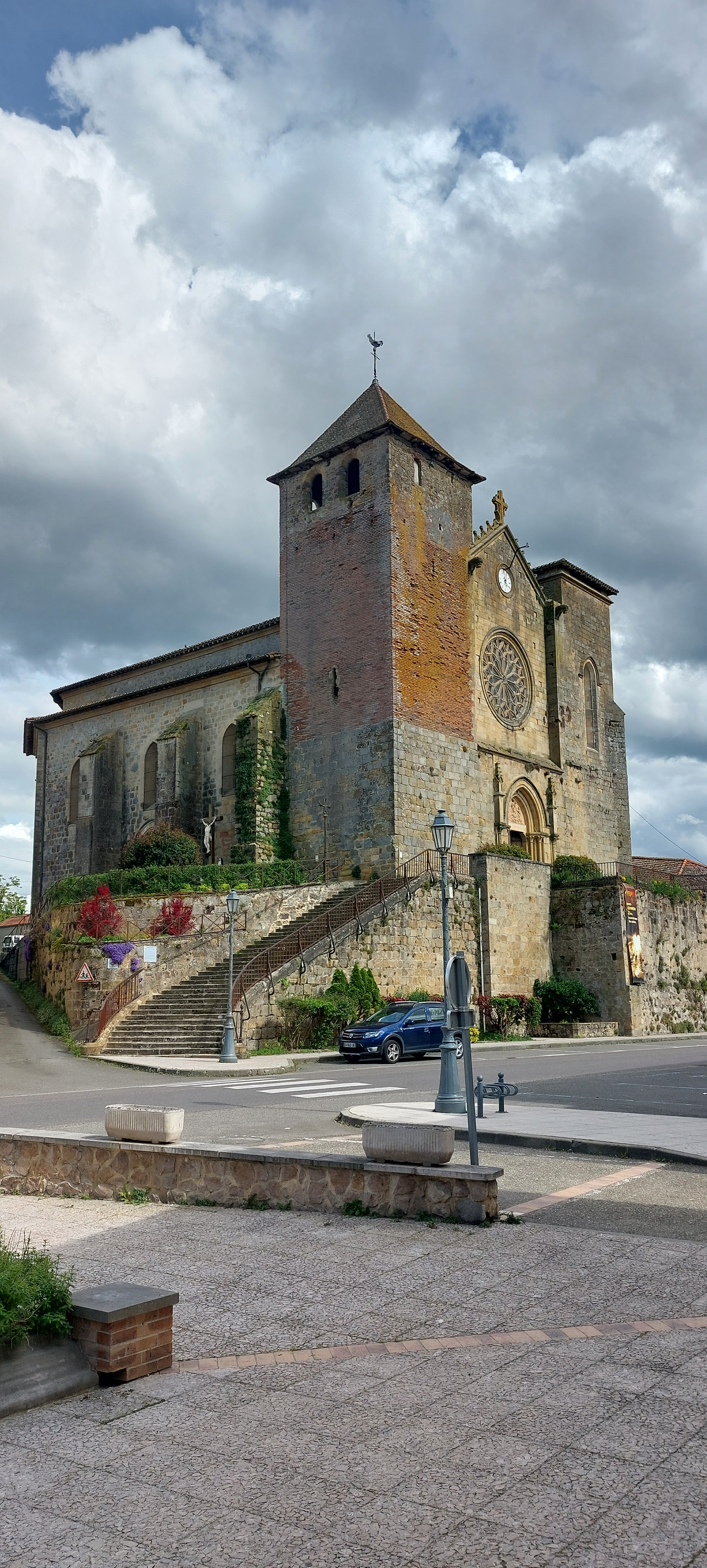
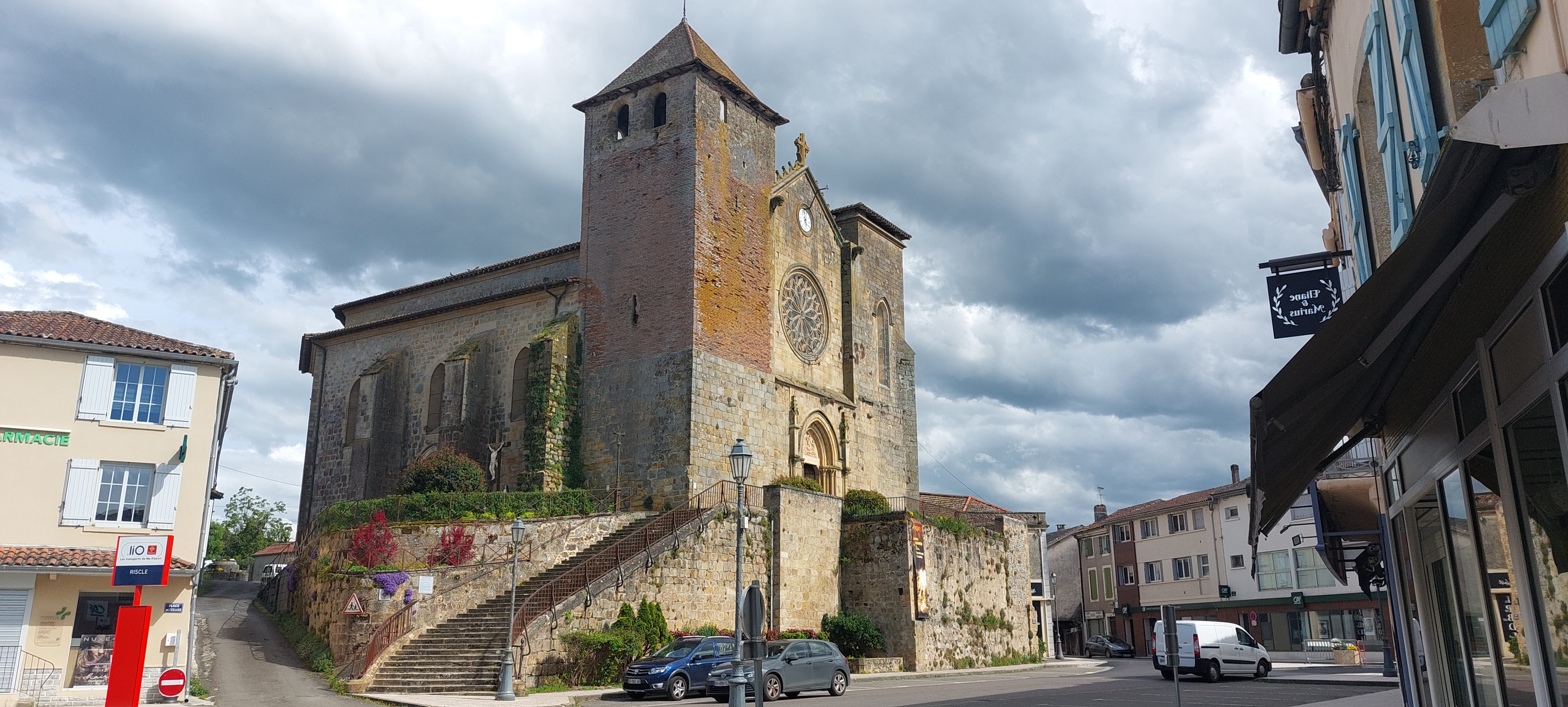
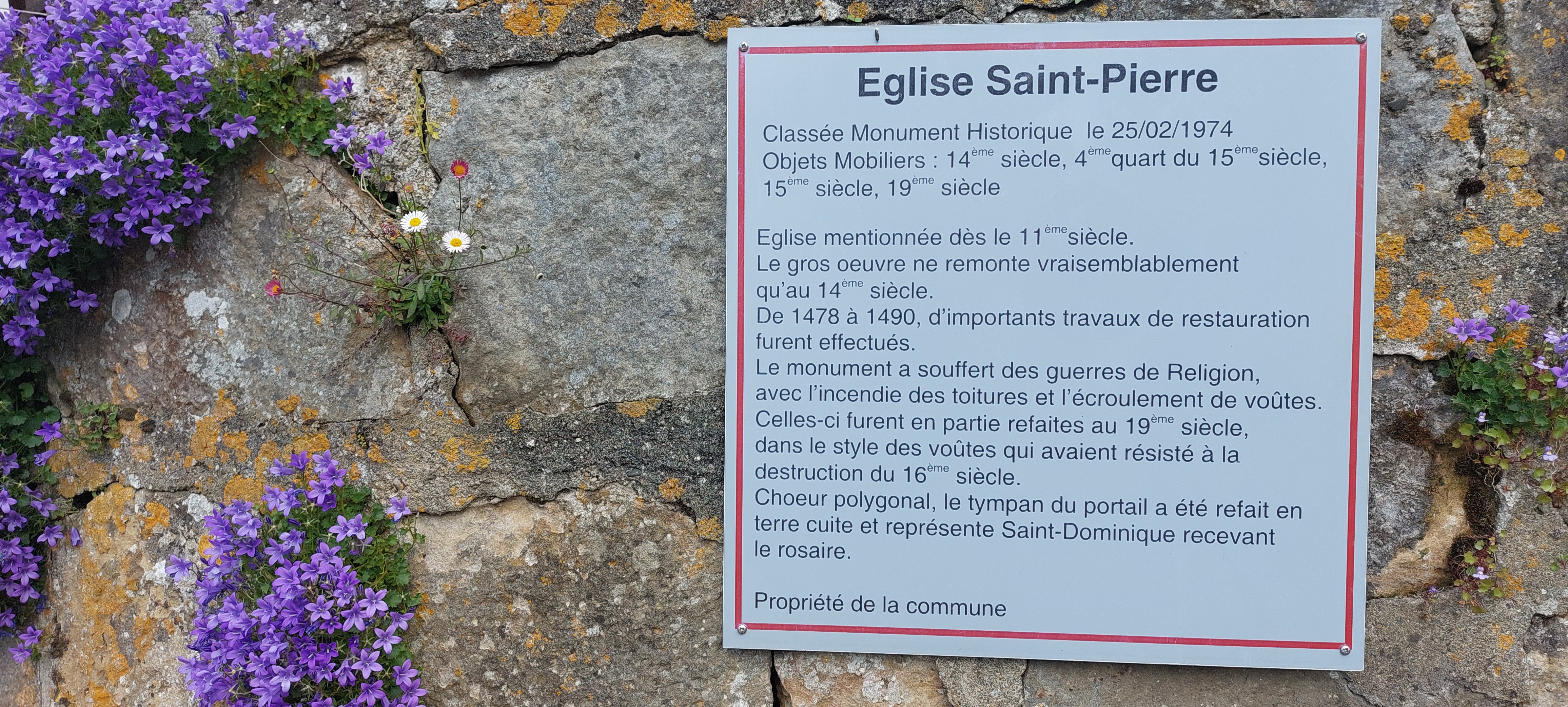

## Mobilier
Plusieurs objets sont référencés dans la base Palissy (voir les notices liées).